# Анна Австрійська (королева Іспанії)
А́нна (ісп. Ana de Austria; 1 листопада 1549 — 26 жовтня 1580) — австрійська ерцгерцогиня, королева-консорт Іспанії (1559—1580). Представниця династії Габсбургів. Донька імператора Максиміліана II та іспанської інфанти Марії. Кузина і дружина іспанського короля Філіпа II. Також — Анна Австрі́йська, Анна Габсбург.

## Родина
Анна була старшою дочкою імператора Священної Римської імперії Максиміліана II Габсбурга та Марії Іспанської. Її дідом по матері імператор Священної Римської імперії Карл V Габсбург, а бабою по матері — Ізабелла Португальська, її дідом по батькові був Фердинанд I (імператор Священної Римської імперії), а бабою — Анна Ягелонка, королева Чехії. Матір'ю як Карла V, так і Фердинанда І була Хуана Кастильська, відома як Хуана I Божевільна, дочка короля Фердинанда II Арагонського і королеви Ізабелли I Кастильскої. Анна народилася в Іспанії, але жила у Відні з чотирирічного віку. У неї було багато братів і сестер, два брати були королями Священної Римської імперії (Рудольф II і Матіас), серед її сестер була королева Франції Єлизавета Австрійська, дружина короля Карла IX.

## Шлюб
Анна була улюблена дитиною батька. Розповідають, що він любив з нею бавитись і грати в азартні ігри. Вона отримала католицьке виховання, хоча батько співчував лютеранству. Як старша дочка імператора Священної Римської імперії, Анна була бажаною кандидаткою для вступу в шлюб в європейських дворах. Однак батьки думали, що іспанський шлюб зміцнить зв'язки між австрійськими та іспанськими сім'ями Габсбургів. Спочатку її партнером передбачався двоюрідний брат Дон Карлос, єдиний син її дядька по матері Філіпа II Іспанії. Ці плани були зруйновані в 1568 році, коли Дон Карлос помер. Плани іспанського шлюбу були відроджені, коли третя дружина Філіпа, Єлизавета, померла під час пологів також у 1568 році. У результаті Філіп ІІ залишився вдівцем з двома маленькими доньками. Він вже був одружений тричі, першою його дружиною була Марія Мануела, принцеса португальська, другою — його кузина Марія I Тюдор і третьою — вищезгадана Єлизавета Валуа. Філіп ІІ мав тепер шукати четверту дружину, бо у нього не було спадкоємця чоловічої статі, оскільки Дон Карлос помер. У лютому 1569 р. було оголошено про шлюб Анни з її дядьком Філіпом II, а в травні 1570 р. вони одружилися за дорученням.
Анна приїхала з Австрії до Іспанії восени 1570 року у супроводі своїх братів Альберта і Венцеля. Вони подорожували через Нідерланди, де до Анни звернулися родичі та друзі Флоріана де Монморансі, молодшого брата страченого графа Горна. Флоріан перебував у в'язниці в Іспанії з 1567 року. Тепер, коли король Філіп вступив у новий шлюб, сім'я і друзі Флоріана почали сподіватися на милість. Вони отримали обіцянку від майбутньої королеви, що вона буде робити все можливе, щоб звільнити Флоріана де Монморансі. У жовтні Анна прибула на іспанську землю, але перш ніж вона змогла зустрітися з королем, Флоріана таємно стратили 16 жовтня 1570. Історик Джон Брюер вважає, що Філіп був він спішно страчений незабаром після першої розмови Філіпа з Анною, в якій він відмовився звільнити Флоріана.

## Королева
Крім того, що Анна була улюбленою дитиною батька, вона стала найбільш улюбленою дружиною Філіпа. Але спочатку було багато противників цього шлюбу, серед них був і папа Пій V. За словами дипломатів, король був закоханий у свою молоду дружину. Це був четвертий шлюб Філіпа, але король все ще не мав спадкоємця чоловічої статі. Мало того, що вона була хороша мачухою дочкам Філіпа Ізабеллі-Кларі-Євгенії і Катеригі-Мішель, вона народила п'ятьох дітей, у тому числі чотирьох синів.
Нема свідчень, чи мав Філіп коханок під час цього шлюбу. Анна була особистістю дуже схожою на його власну, і він був відданий їй. Королева Анна мала також яскравий і веселий характер і їй вдалося дещо послабити жорстку атмосферу при іспанському дворі. В основному вона зайнялася рукоділлям.
Анна померла від серцевого нападу через вісім місяців після народження її останньої дитини Марії, яка пережила свою маму менше ніж як три роки.

## Родина
Чоловік — Філіп II, король Іспанії та Португалії
Діти:
- Фердинанд (1571—1578) — помер за життя Філіпа ІІ
- Карл Лаврентій (1573—1575) — помер у дитинстві
- Дієго (1575—1582) — помер за життя Філіпа ІІ
- Філіп III Іспанський (1578—1621) — наслідував свого батька, був одружений з ерцгерцогинею Маргаритою Австрійською, мав восьмеро дітей;
- Марія (1580—1583) — померла в ранньому віці

## Галерея

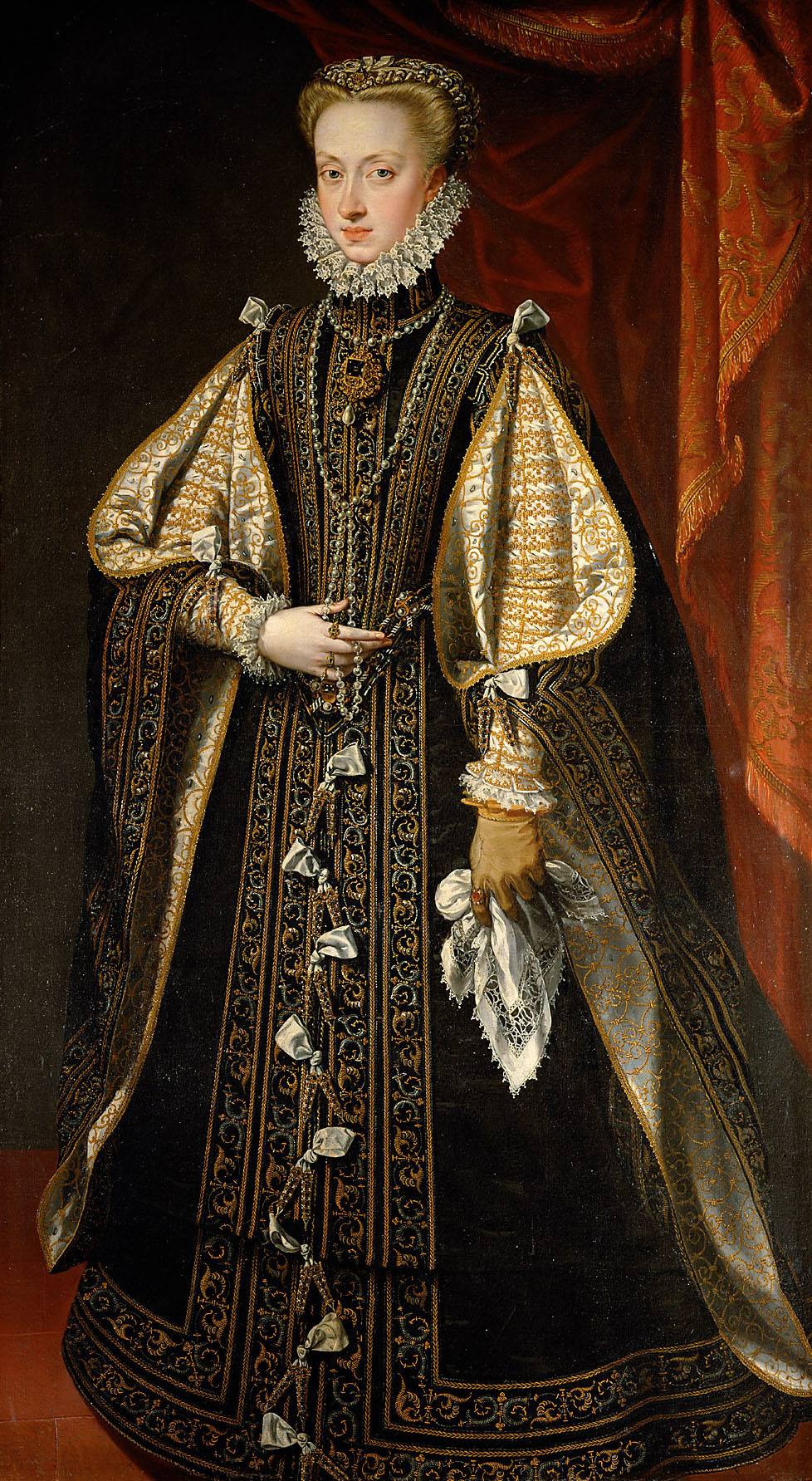
Анна Австрійська. Худ. Алонсо Санчес Коельо (Alonso Sánchez Coello).
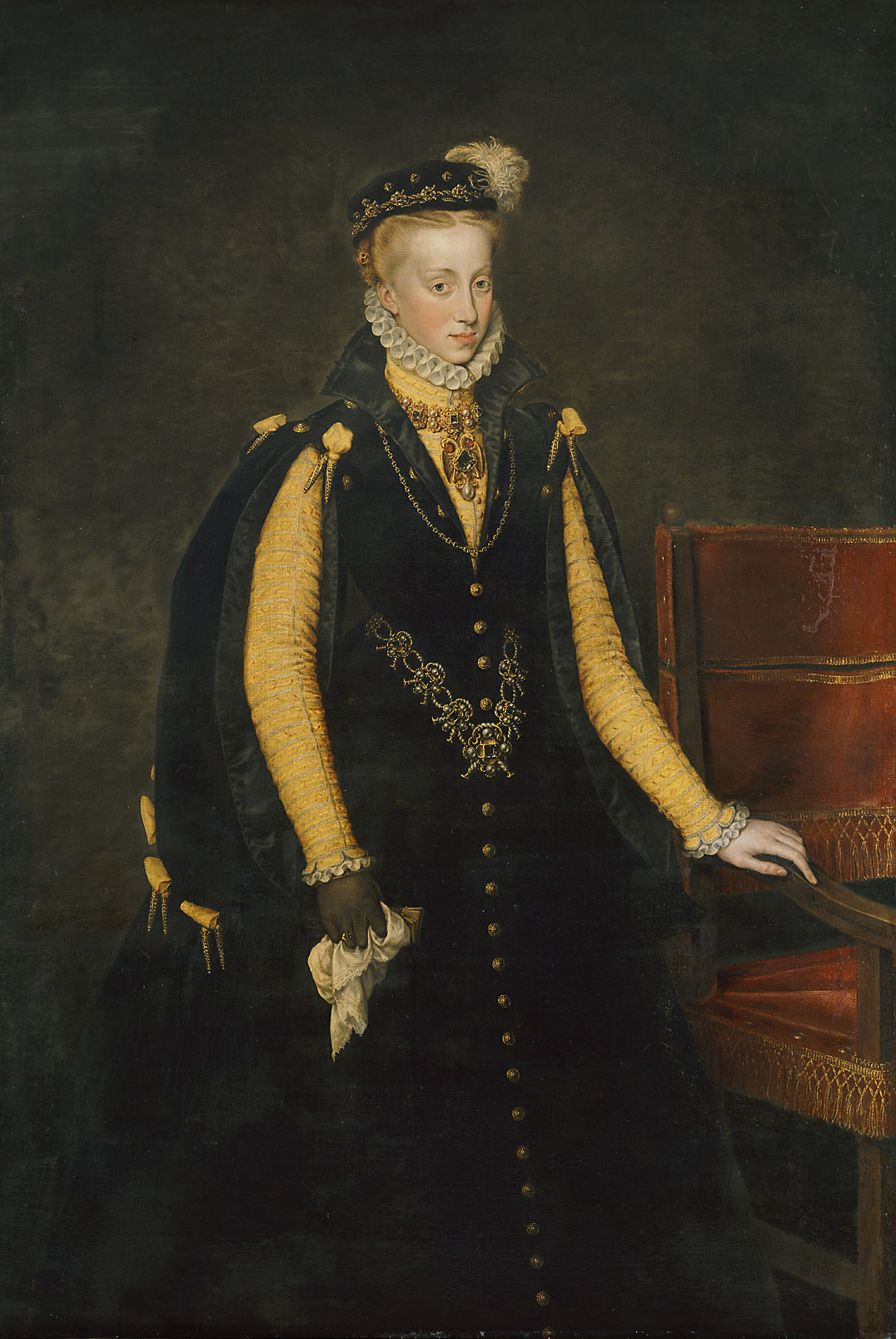
Анна. Худ. Антон Мор (Antonis Mor).
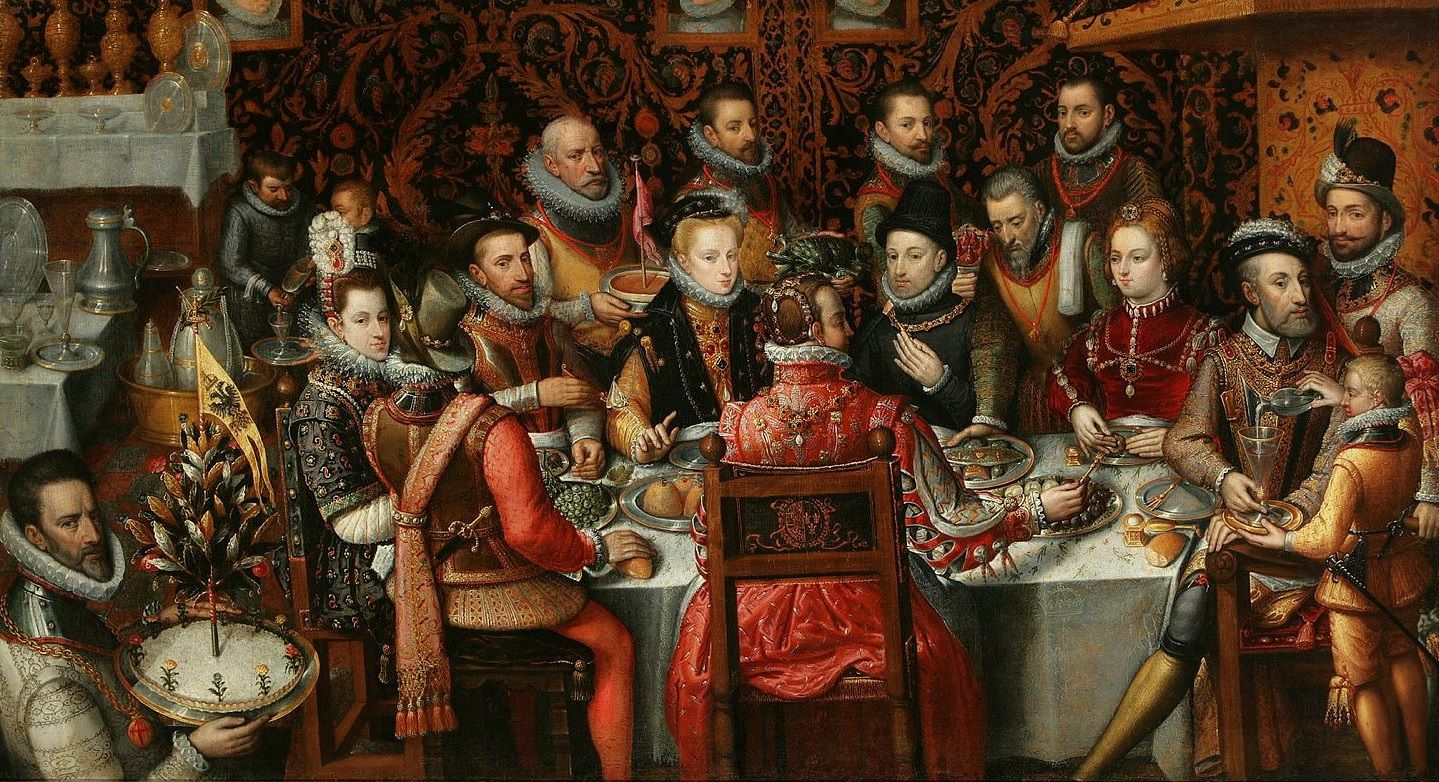
Філіп і Анна на бенкеті разом з родиною і придворними. Худ. Алонсо Санчес Коельо (Alonso Sánchez Coello). Бл. 1596 р.
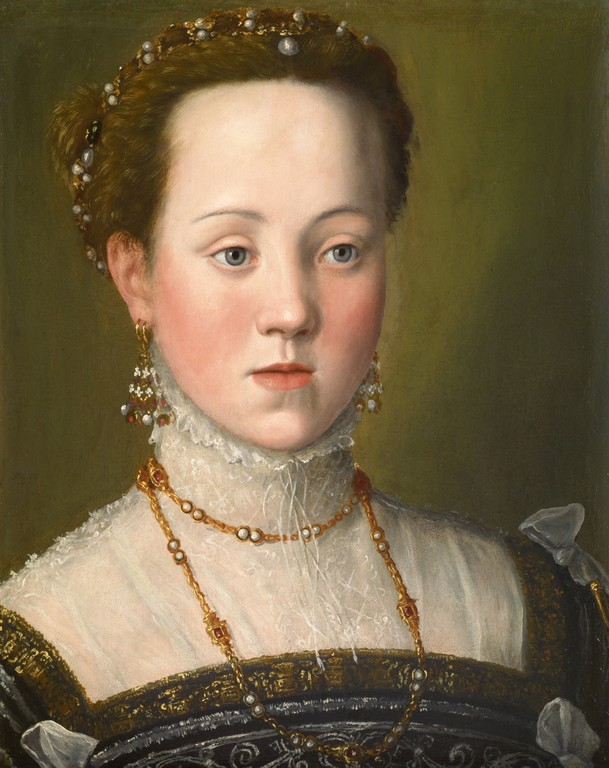
Анна. Худ. Джузеппе Арчімбольдо.
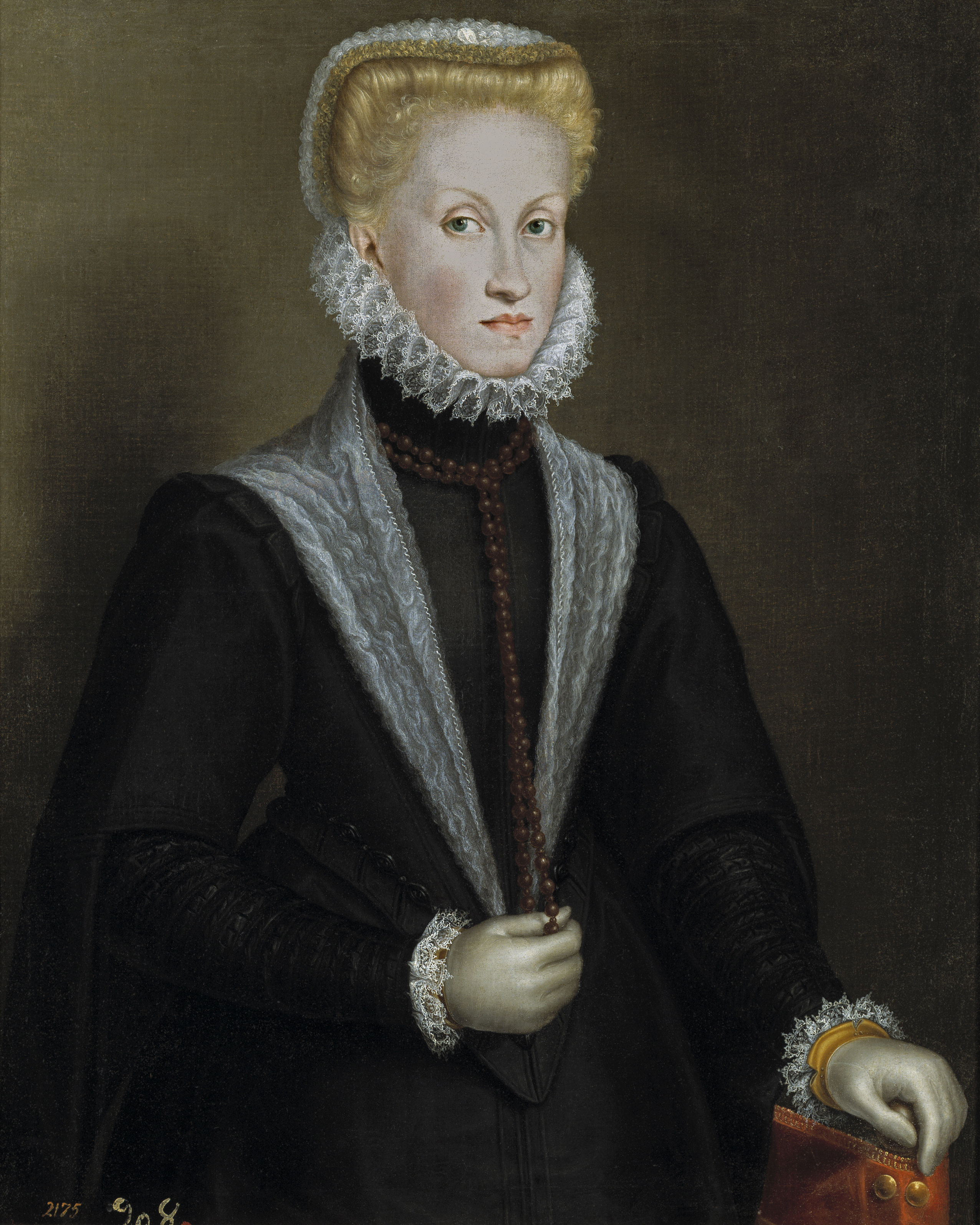
Ерцгерцогиня Анна Австрійська, королева Іспанії.
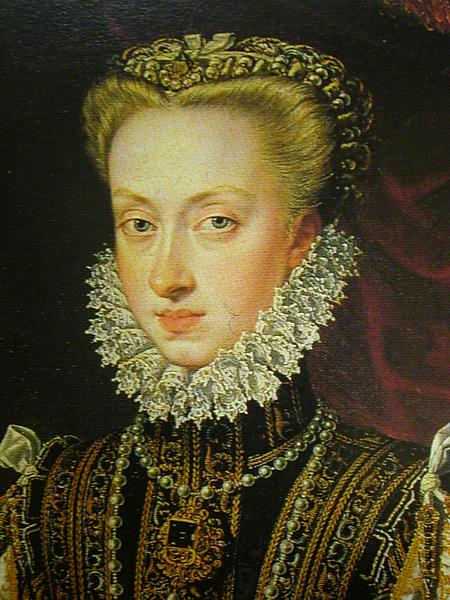
Анна Австрійська, королева Іспанії. Худ Алонсо Санчес Коельо (Alonso Sánchez Coello).